# Sarah Roy
Sarah Roy (Sydney, 27 de febrer de 1986) és una ciclista australiana professional des del 2013 i actualment a l'equip EF-Oatly-Cannondale. En el seu palmarès destaca, entre d'altre el Campionat d'Austràlia en ruta de 2021.

## Palmarès
- 2014
  -  Campiona d'Austràlia en critèrium
  - 1a al Tour del Charente Marítim i vencedora d'una etapa
- 2016
  - Vencedora d'una etapa al Boels Ladies Tour
- 2017
  - 1a al Gran Premi Cham-Hagendorn
  - Vencedora d'una etapa al The Women's Tour
- 2018
  - 1a a la Gooik-Geraardsbergen-Gooik
  - Vencedora d'una etapa al The Women's Tour
- 2019
  - 1a a la Clàssica Fémines de Navarra
- 2021
  -  Campiona d'Austràlia en ruta
- 2024
  - Vencedora d'una etapa al Tour de Bretanya

### Resultats a les Grans Voltes

#### Giro d'Itàlia
- 2015: Abandona (6a etapa)
- 2017: 96a posició
- 2018: 101a posició
- 2019: 106a posició
- 2020: 75a posició
- 2021: 41a posició
- 2022: 71a posició
- 2023: 39a posició
- 2024: 70a posició
- 2025: 63a posició

#### Tour de França
- 2023: 90a posició
- 2024: 69a posició

#### Volta a Espanya
- 2025: Abandona (7a etapa)